# Grayshott
Grayshott is een civil parish in het bestuurlijke gebied East Hampshire, in het Engelse graafschap Hampshire.

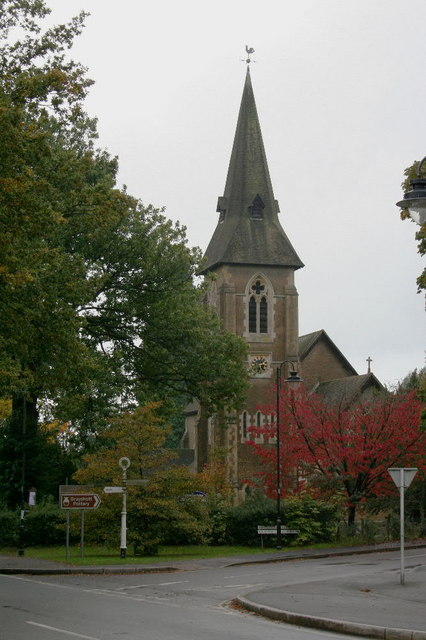
Kerk van St. Lucas
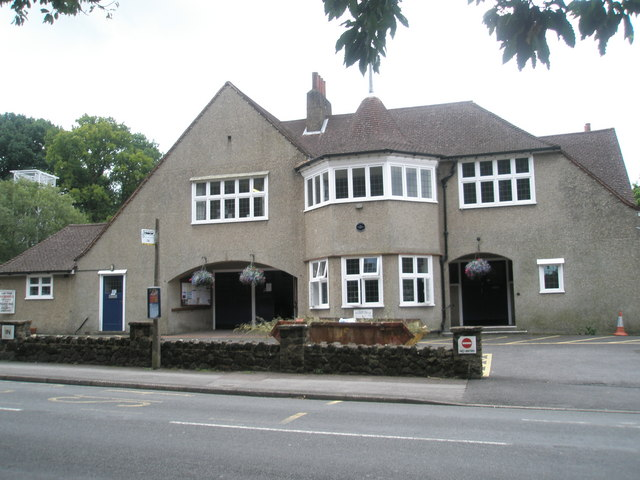
Village Hall

## Geboren
- Colin Firth (1960), acteur